# NGC 6177
NGC 6177 is een balkspiraalstelsel in het sterrenbeeld Hercules. Het hemelobject werd op 28 mei 1791 ontdekt door de Duits-Britse astronoom William Herschel.

## Synoniemen
- UGC 10428
- MCG 6-36-49
- ZWG 196.72
- KUG 1628+351
- PGC 58390